# 2. Tennis-Bundesliga (Damen) 2020
Die 2. Tennis-Bundesliga der Damen sollte 2020 zum 22. Mal ausgetragen werden. Die Spiele hätten im Zeitraum vom 10. Mai bis 16. Juni stattfinden sollen.
Aufgrund der COVID-19-Pandemie wurde am 24. März 2020 die komplette Saison abgesagt. Dadurch gibt es 2020 für die Saison 2021 auch keine Auf- und Absteiger.

## Mannschaften
| Mannschaften 2. Bundesliga Nord |
| ------------------------------- |
| TC 1899 Blau-Weiss Berlin       |
| Der Club an der Alster Hamburg  |
| Tennis-Club SCC Berlin (N)      |
| DTV Hannover (A)                |
| Bielefelder TTC (N)             |
| TC Union Münster (N)            |
| RTHC Bayer Leverkusen           |

| Mannschaften 2. Bundesliga Süd |
| ------------------------------ |
| TC BW Vaihingen-Rohr (N)       |
| BASF TC Ludwigshafen           |
| MTTC Iphitos München           |
| MBB SG Manching (N)            |
| TC Ludwigshafen-Oppau (N)      |